# Abschussprämie
Eine Abschussprämie ist eine Belohnung für das Töten von Tieren oder Menschen.

## Allgemein
Mit der Auslobung einer Abschussprämie für Tiere wird das Ziel angestrebt, den Wildbestand zu reduzieren oder zu regulieren, wie bei Schwarzwild zur Vermeidung von Wildschäden. Oft geht es dabei um Beutegreifer wie Fuchs, Dachs und Marder in gefährdeten Bezirken, z. B. bei Tollwutgefahr. In der Vergangenheit wurden Abschussprämien zur Ausrottung von unerwünschten Arten genutzt. Abschussprämien waren früher ein fester Bestandteil der Besoldung von Förstern und Jägern. Der Begriff ist vom Kopfgeld zu unterscheiden, welcher eine Belohnung für die Beibringung einer Person, tot oder lebend, bezeichnet.

## Abschussprämie Tiere
Nach dem Bundesjagdgesetz sind in Deutschland Abschussprämien für Federwild (Vögel) verboten. In den Ländern sind Ausnahmen möglich, z. B. für Ringeltauben zur Wildschadensverhütung. Behörden, wie Landratsämter und Forstverwaltungen loben die Prämien aus.
In der Schweiz gibt es kantonale Regelungen, z. B. Art. 40 Abschussprämie Für  den  erlaubten  Abschuss  von  Haarraubwild  und  gewissen  Vogelarten kann der Regierungsrat Abschussprämien festsetzen.

### Beutelwolf
Im Jahr 1830 wurde von der Van Diemen’s Land Company eine Abschussprämie auf den Tasmanischen Beutelwolf ausgesetzt. Das Tasmanische Parlament beschloss 1888 eine weitere Abschussprämie auf jeden getöteten Beutelwolf. Ziel war die Ausrottung des Tieres. Bis in das Jahr 1909 wurden 2184 Prämien ausgezahlt.
Die letzte Abschussprämie wurde am 13. Mai 1930 an Wilfried Batty aus Mawbanna ausgezahlt. Im September 1936 starb das letzte Exemplar der Beutelwölfe im Zoo von Hobart in Tasmanien.

### Wolf
Obwohl der Wolf in der Schweiz bereits im Jahre 1872 ausgerottet wurde, sah das staatliche Jagdgesetz bis in das Jahr 1902 eine Abschussprämie von 100 Franken vor.

### Schwarzwild
Da sich die Afrikanische Schweinepest in Richtung Westen seit einigen Jahren verbreitet, stellen mehrere Bundesländer Überlegungen an, Abschussprämien für Wildschweine auszuloben. In Bayern soll es diese Prämie ab Beginn des Jahres 2018 geben.

## Abschussprämie Menschen
Den Bulgarischen Grenzschützern wurde für jeden an der Grenze getöteten DDR-Flüchtling 2000 Lewa aus der Staatskasse der DDR gezahlt.
Die britische Kolonialregierung zahlte in Australien eine Abschussprämie für die Tötung von Aborigines.
Ebenso gab es Abschussprämien für die Tötung der Feuerlandindianer wie auch für die Indianer in Massachusetts, USA. Dort erhielt 1703 jeder Siedler 12 £ für einen indianischen Skalp. Im Jahre 1723 wurde die Prämie auf 100 £ erhöht. Für getötete Frauen und Kinder wurden 50 £ gezahlt.